# Dèmer
El Dèmer és un afluent del Dijle que neix a Ketsingen, un poble de la ciutat de Tongeren de la província del Limburg a Bèlgica. Els principals ciutats regades pel riu són Bilzen, Hasselt, Zichem, Diest i Aarschot. És un típic riu meandrós de plana amb forts canvis de caball per temps de pluja.

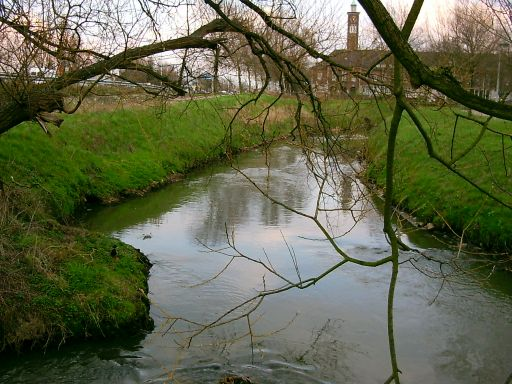
El Dèmer a Hasselt

El nom del riu provindria de dos arrels cèltics: tam que significa fosc i ara que significa aigua. Ja al 870 es parla del riu al tractat de Meerssen, quan el riu va formar la frontera quan Carlemany havia de partir el seu territori als seus fills. Era navegable a l'edat mitjana, però va perdre el seu rol de via navegable, tot i que el tram des de Diest cap a l'aiguabarreig amb el Dijle continua ser catalogat com navegable. La vall del riu conté molts aiguamolls i boscos pantanosos, un terra poc idoni per a l'agricultura. El riu es va canalitzar en molts trams als segle xix. Des de principi del segle xx s'hi executen projectes per a renaturalitzar-lo.

## Història
Fins al segon quart del segle xix, el riu va mantenir el seu curs natural, excepte uns canvis puntuals, per alimentar molins d'aigua o desaiguar prats humits. Des del 1830, l'encara jove govern belga va dur a terme una política d'infraestructures i va canalitzar molts rius per fomentar el transport fluvial. Al tram entre Werchter i Diest, el Demer era navegable i per això, es van rectificar seixanta-tres meandres. El trànsit, malgrat les inversions, va quedar molt escàs: d'unes poques dotzenes a un màxim de cent quaranta vaixells a l'any. El cost de la canalització va superar moltes vegades els beneficis.
Entre Diest i Aarschot es van tallar vint meandres que nogensmenys es van conservar en el paisatge que ara formen un paisatge protegit. El 2019 es va reobrir el meandre del Vinkenberg a Zichem.

### El retorn del riu a la ciutat de Diest
Durant segles, el riu va ser l'artera comercial de la ciutat de Diest. El 1960 el Dèmer ja no era navegable i s'havia convertit en una claveguera oberta que inundava la ciutat quan plovia. Es va desviar-lo fora de la ciutat. L'antiga llera es va terraplenar amb sorra, runa i residus domèstics. On corria l'aigua, es van fer carrers i aparcaments. El 2006 es va decidir de reobrir el curs històric del riu al centre de la ciutat. L'obra va començar el 2012 i es va acabar el 2016. Durant les obres es van descobrir moltes artefactes arqueològics interessants, com ara una antica resclosa, antigues proteccions de la riba, fetes de pedra i fusta i una antiga escala de cavalls. Aquestes restes històriques es van integrar al nou Dèmer.

## Una llegenda popular
Segons la llegenda, a Hasselt el Demermanneke o l'home petit del Dèmer havia de controlar els dics del riu. També servia de babau pels joves de la ciutat que no es comportaven. Es va erigir una estàtua de bronze de l'esculptor Pol Martens a la seua memòria damunt el braç del Dèmer cobert.

## Afluents
Els afluents i el lloc de l'aiguabarreig amb el Dèmer:
- El Molenbeek (entre Rijkhoven i 's Herenelderen)
- L'Herk (Herk-de-Stad i Halen)
  - El Mombeek
- El Velpe (Zelk (Halen))
- L'Zwarte Beek (Diest)
- El Gete (Halen)
  - El Melsterbeek
  - El Kleine Gete
  - El Grote Gete
- L'Stiemerbeek (Diepenbeek)
- El Hulpe
- El Motte
- El Winge (Rotselaar)

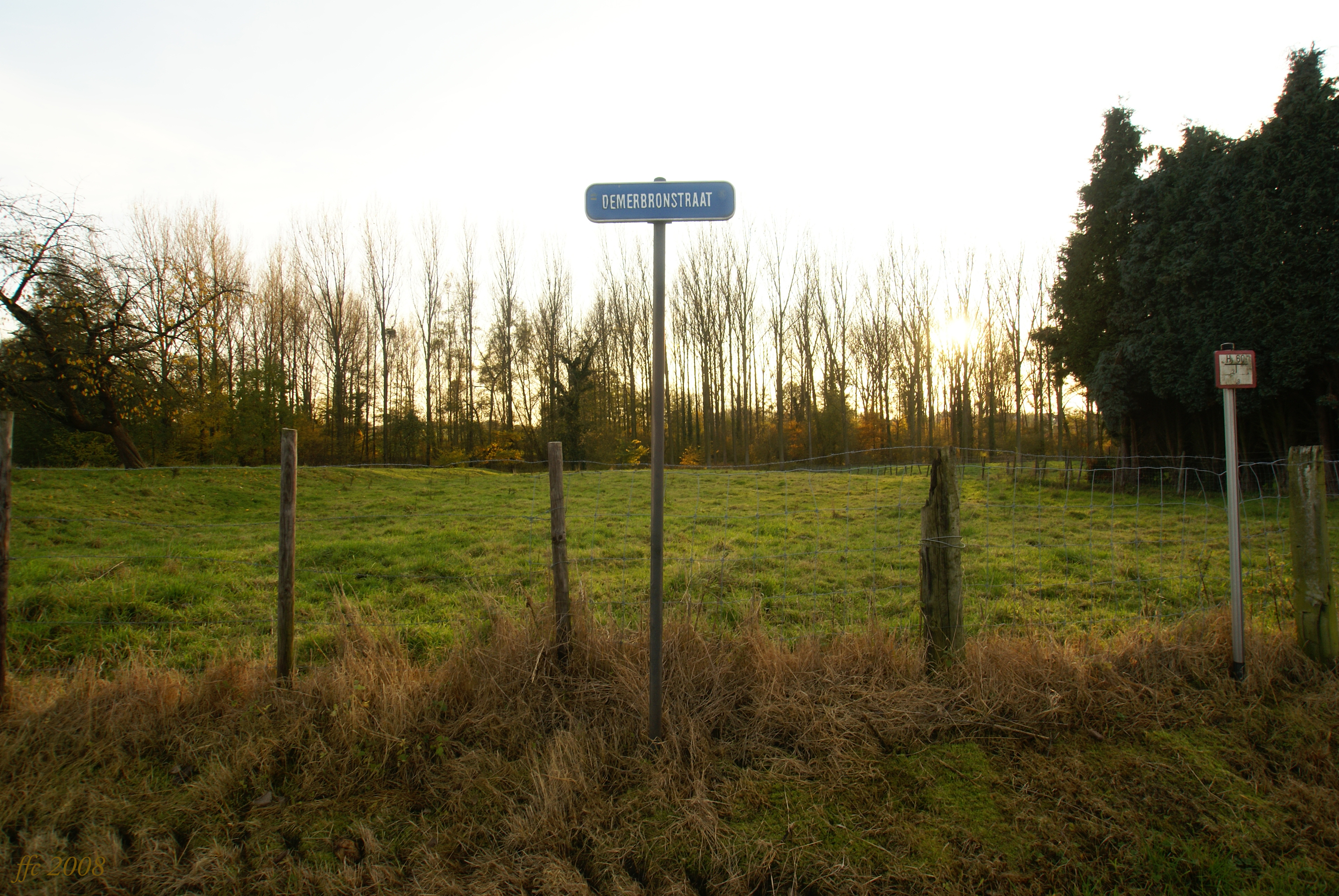
El carrer Demerbronstraat (trad.: Carrer de la Font del Dèmer) a Ketsingen
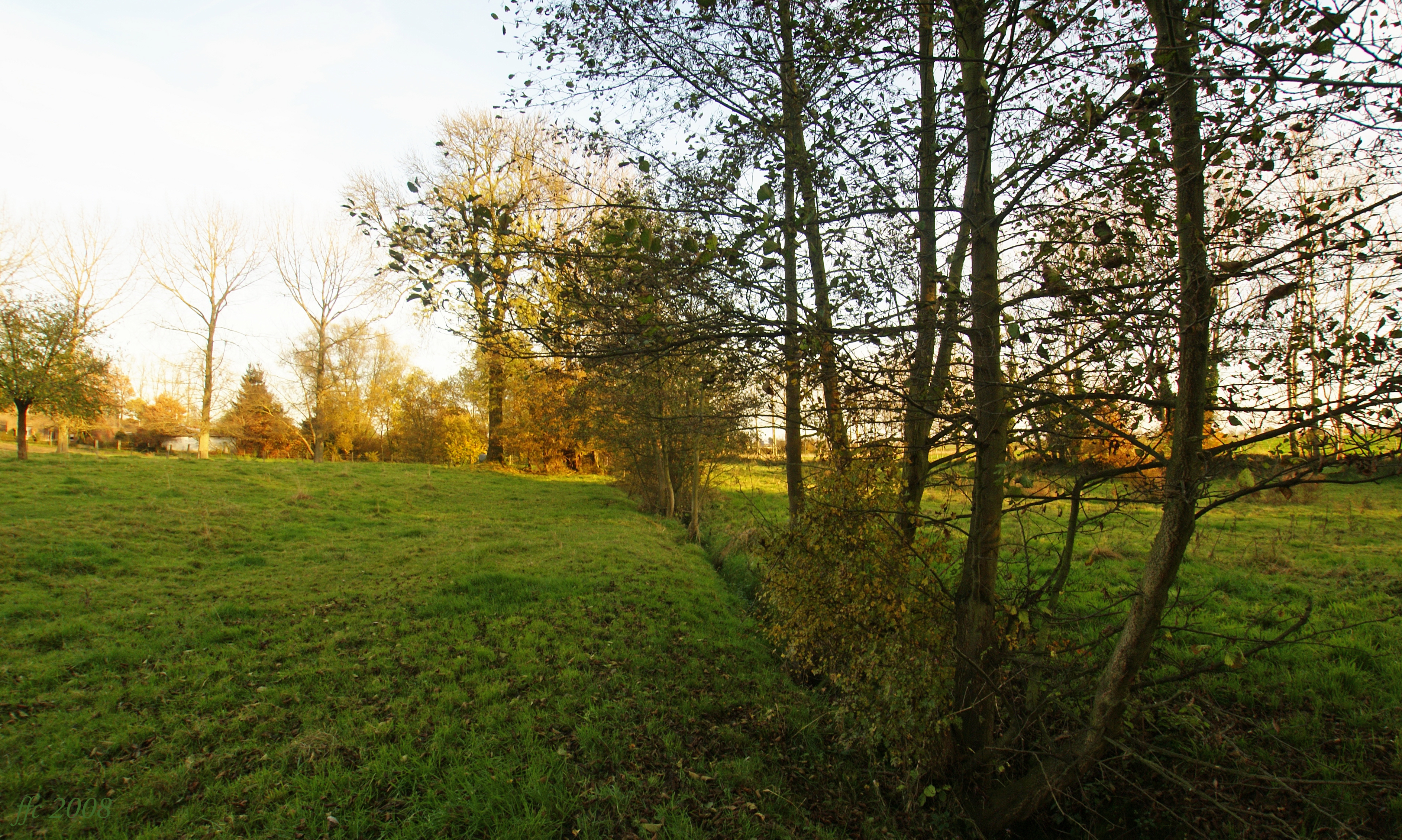
El riu poc avall de la font a Ketsingen
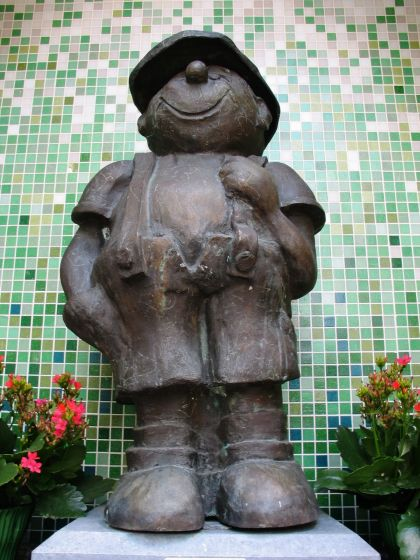
El Demermanneke a Hasselt
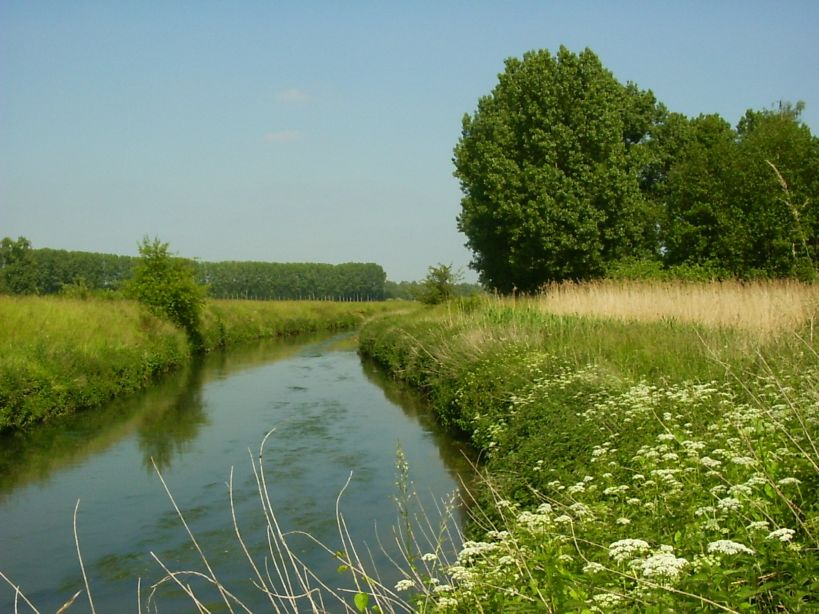
El Dèmer a Kuringen
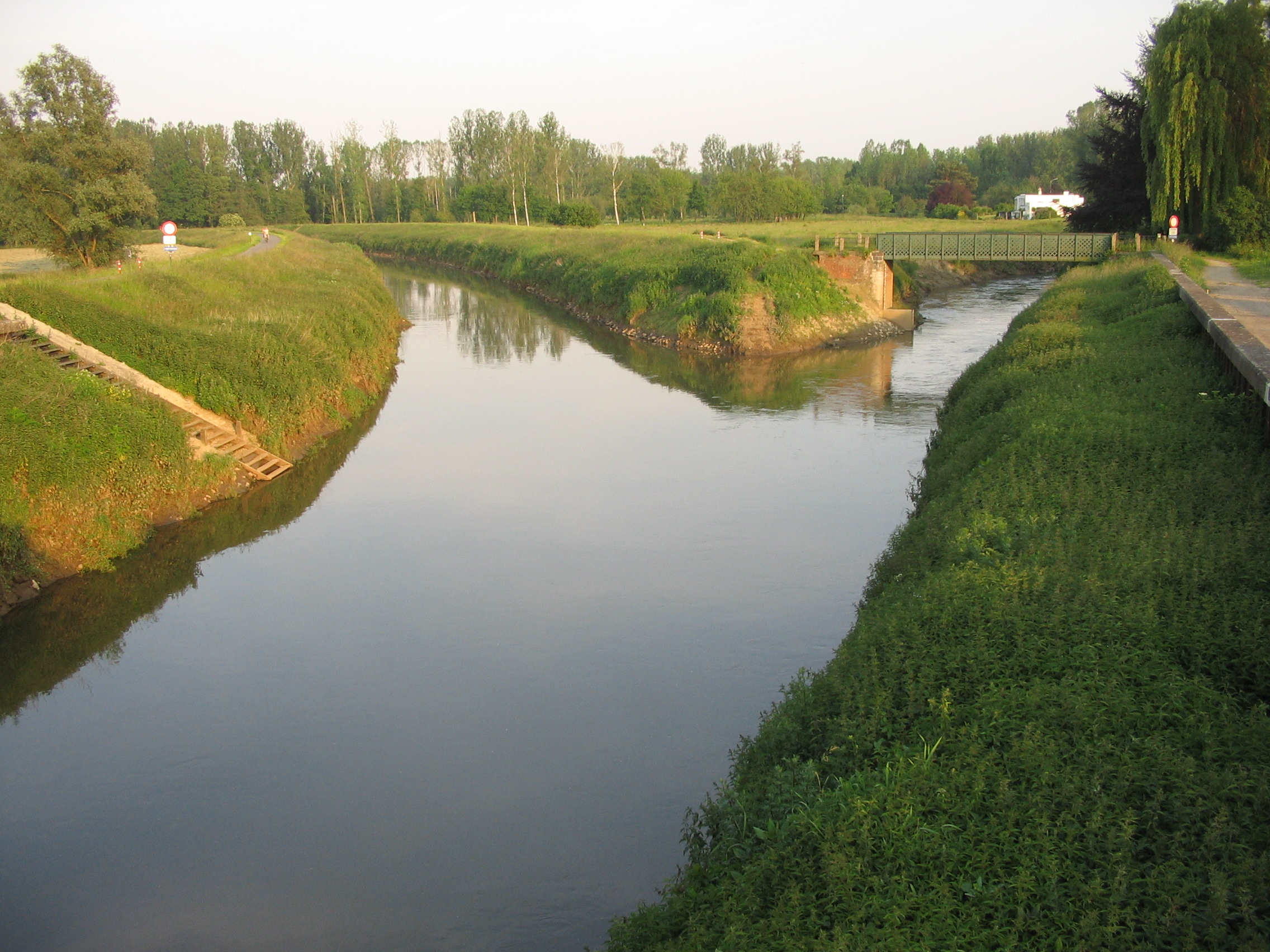
L'aiguabarreig del Dèmer (a l'esquerra) i del Dijle (a la dreta) a Werchter